# Waldschlösschen (Dresde)
Le Waldschlößchen (littéralement:le petit château de la forêt) est un petit pavillon de chasse de style néogothique construit en 1790. Il se trouve à côté de Dresde (en Saxe), près du faubourg de Radeberg, et fait partie aujourd'hui d'une zone protégée donnant sur l'Elbe.

## Histoire
Le comte Marcolini, conseiller et ami de jeunesse de l'Électeur Frédéric-Auguste III fait construire ce pavillon en 1790 pour son épouse, née baronne Anne O'Kelly. Ces terres étaient appelées à l'époque Posernschen Kugelgießerei. La comtesse, d'origine écossaise et descendante de Jacques Stuart, raffolait du style néogothique nouvellement à la mode et venu d'Outre-Manche, avec la découverte d'auteurs romantiques. Le comte fait appel à l'architecte Johann Daniel Schade qui avait déjà aménagé son palais de Friedrichstadt en style néoclassique.
Le pavillon est transformé en taverne en 1829. Après avoir changé de propriétaires au cours du XIXe siècle, le château appartient à une brasserie au XXe siècle, nationalisée après 1945. Le pavillon est abandonné. Il est dans un état déplorable et a été privatisé en juin 2009.